# Доступність (проєктування)
У проєктуванні під доступністю йдеться про можливість для маломобільних груп населення та зокрема осіб з інвалідністю та іншими особливими потребами отримувати доступ до певних продуктів, пристроїв, послуг, чи якогось середовища. Концепція дизайну, яка передбачає доступність, і взагалі практика розробки продуктів з урахуванням потреб людей із фізичними обмеженнями, можуть забезпечувати як «прямий доступ» (тобто без сторонньої допомоги), так і «непрямий доступ», тобто сумісність зі спеціалізованими допоміжними технологіями, якими користується особа з особливими потребами (наприклад — із комп'ютерними зчитувачами екрана).

Міжнародний знак доступності для людей з інвалідністю

Маломобільні групи населення — широка категорія користувачів, до якої належать: 
- люди, що відчувають труднощі при самостійному пересуванні, орієнтуванні, отриманні послуг та інформації, 
  - зокрема особи з інвалідністю,
  - з тимчасовою втратою здоров'я,
  - особи похилого віку,
  - вагітні жінки,
  - батьки з дитячими візочками[3].

Прикладами застосування принципу доступності в проєктуванні є пандуси, поруччя, туалетні кабінки та душові з поруччями та іншими необхідними елементами, тактильні елементи, яскраве маркування елементів простору та шляхів пересування, засоби безпеки, двері та ліфти достатнього розміру для користувачів на візках, елементи управління кнопками, вимикачами, кранами, важелями, віконними та дверними ручками; адаптовані автомобілі, програмне забезпечення для незрячих (наприклад, розпізнавання мовлення), віртуальні клавіатури тощо.
Конвенція про права осіб з інвалідністю передбачає два шляхи забезпечення доступності:
1. «Універсальний дизайн», що передбачає такі конструкції та властивості предметів, будівель, інфраструктури, програм та послуг, які б робили їх максимально придатними для використання для всіх людей без необхідності адаптації чи спеціального дизайну (наприклад пологі входи/виходи замість сходів, однаково доступні й для звичайних пішоходів, і для осіб на візках; ширина дверей і туалетних кабінок, важільні ручки дверей замість круглих);
2. «Розумне пристосування», що означає внесення, коли це потрібно в конкретному випадку, необхідних модифікацій і коректив для забезпечення реалізації або здійснення особами з інвалідністю нарівні з іншими всіх прав людини й основоположних свобод[5].